# Staatliche Hochschule für Theater und Musik Halle
Die Staatliche Hochschule für Theater und Musik Halle war eine von 1947 bis 1955 existierende Hochschule in Halle an der Saale.

## Geschichte
Die Musikhochschule Halle gehörte zu denjenigen Musikhochschulen in der SBZ bzw. der DDR, die nach 1945 neugegründet wurden.
Im März bzw. April 1947 wurde der Komponist und Dirigent Hans Stieber von der Landesregierung von Sachsen-Anhalt (Kabinett Hübener II) beauftragt, in Halle an der Saale eine Musikhochschule aufzubauen. Ungeachtet der schwierigen Nachkriegszeit in der SBZ wurde die Hochschule am 1. Juni 1947 im damaligen „August-Bebel-Haus zum Studium der Kultur der Sowjetunion“ eröffnet. Die Einrichtung begann mit neun Hochschullehrern und 53 Studierenden. Aufgrund der Raumknappheit wurde zusätzlich eine Privatschule in der Klosterstraße genutzt. Im Wintersemester 1947 konnte die Theaterabteilung in Betrieb genommen werden, die sich im August-Bebel-Haus einquartierte. Die Musikabteilung zog in die Klosterstraße um.
Hans Stieber gewann für den Klavierunterricht Sigfrid Grundeis und Bronisław von Poźniak. Violinlehrer wurden Edgar Wollgandt und Walther Davisson. Musiktheorie wurde von Franz von Glasenapp und Hans Kleemann unterrichtet. Der musikwissenschaftliche Unterricht, aber auch das Partitur- und Generalbassspiel wurde von Max Schneider übernommen. Die Prüfungen fanden in der Villa Lehmann statt. Etwa 40 Musiker fanden sich in einem Hochschulorchester zusammen, das neben Lehrkräften und Studenten Mitglieder des Hallesche Sinfonie-Orchesters anzog. Geprobt wurde im Gildehaus in der Großen Nikolaistraße. Darüber hinaus existierte ein Hochschulchor, der u. a. in der Kirche St. Stephanus auftrat.
Weitere Hochschullehrer wurden angestellt u. a.: Edith Laux, Kurt Wichmann, Eleonora Sadowska und Kurt Seipt für Gesang, Otto Kobin, Hans Bülow, Arthur Bohnhardt und Fritz Kirmse für Violine, Christian Klug für Violoncello, Oskar Kollarczik für Trompete und Adolf Carl für Fagott sowie später Franz Langer, Otto Goldhammer, Adolf Havlik und Kurt Johnen für Klavier. In der Theaterabteilung wirkten etwa Alfred Durra, Karl Kendzia und Sigurd Baller. Erneut wegen Platzmangels, nahm die Hochschule 1949 ihren Sitz in der Villa Lehmann.
Zu den prominenten hauptamtlichen Lehrkräften gehörten in den 1950er Jahren auch Walther Siegmund-Schultze (Musikgeschichte), Fritz Reuter (Musiktheorie), Werner Gößling (Dirigieren) und Heinz Rückert (Opernregie). Unter Direktor Alfred Hetschko wurde die Möglichkeit der Hospitation von berufstätigen Musikerziehern eingeführt.
1947/48 meldete Stieber Bedenken über den Fortbestand des Hauses an, da sich die benachbarten Musikhochschulen in Leipzig und Weimar bereits etabliert hatten. Wohl aus politischen Gründen, musste Stieber 1948 die Leitung abgeben. 1950 schloss die Theaterabteilung. Im Sommer 1955 wurde die Arbeit an der halleschen Musikhochschule eingestellt. Das Haus wurde durch das Pädagogische Institut übernommen, an dem sich sodann 70 Studenten immatrikulierten. Leiter dieser Einrichtung wurde Alfred Hetschko.

## Leitung
- 1947–1948: Hans Stieber
- 1949–1952: Bernhard Bennedik
- 1952–1955: Alfred Hetschko

## Ehemalige Studenten
- Ursula Brömme (1931–2001), Sängerin und Musikpädagogin
- Klaus Harnisch (* 1933), Regisseur und Dramaturg
- Horst Koegler (1927–2012), Tanzkritiker, Journalist und Schriftsteller
- Hans-Dieter Schlegel (1925–1987), Schauspieler und Regisseur
- Kurt Kallausch (1926–2017), Komponist
- Wolfgang Kersten (* 1931), Opernregisseur
- Günter Könemann (* 1931), Generalintendant des Badischen Staatstheaters Karlsruhe
- Ruth Maria Kubitschek (1931–2024), Schauspielerin, Synchronsprecherin und Autorin
- Werner Rackwitz (1929–2014), Opernintendant
- Erhard Ragwitz (1933–2017), Musikwissenschaftler und Komponist, Rektor der Hochschule für Musik Hanns Eisler Berlin
- Reinhard Schau (1935–2019), Opernregisseur
- Stephan Stompor (1931–1995), Dramaturg
- Joachim Widlak (1930–2011), Dirigent
- Alfred Wroblewski (1921–1989), Sänger
- Carlferdinand Zech (1928–1999), Musikwissenschaftler, Komponist und Chorleiter